# Giuseppe Ceppetelli
Giuseppe Ceppetelli (* 15. März 1846 in Rom, Kirchenstaat; † 12. März 1917) war ein italienischer Geistlicher.
Ceppetelli wurde am 16. April 1870 zum Priester geweiht.
Papst Leo XIII. ernannte ihn am 27. März 1882 zum Bischof von Ripatransone. Am 2. April 1882 weihte Kardinal Raffaele Monaco La Valletta, Weihbischof in Rom, ihn in Tor dei Specchi in Rom zum Bischof. Mitkonsekratoren waren Giulio Lenti, Vizegerent von Rom, und Placido Maria Schiaffino, Präsident der Päpstliche Diplomatenakademie. Am 23. Juni 1890 ernannte der Papst ihn um Titularbischof von Tiberias und Weihbischof in Rom. Am 28. Juli 1899 wurde er zum Vizegerenten der Diözese Rom ernannt und drei Tage später zum Titularerzbischof von Myra erhoben. Am 22. Juni 1903 wurde ihm der Rang eines Titularpatriarchen von Konstantinopel verliehen.